# Laurens Sweeck
Laurens Sweeck (Lovanio, 17 dicembre 1993) è un ciclocrossista e ciclista su strada belga che corre per i team Crelan-Corendon (cross) e Alpecin-Deceuninck Development (strada). Specialista del ciclocross, da Elite ha vinto tre medaglie di bronzo ai campionati europei (2018, 2019 e 2022), la classifica finale del Superprestige 2019-2020 e quella della Coppa del mondo 2022-2023.
È fratello gemello di Diether Sweeck, anch'egli ciclocrossista.

## Palmarès

### Cross
- 2009-2010 (Juniores)

Grote Prijs Neerpelt Junior (Neerpelt)
Cyclocross Ruddervoorde, 1ª prova Superprestige Junior (Ruddervoorde)
- 2010-2011 (Juniores)

Cyclocross Ruddervoorde, 1ª prova Superprestige Junior (Ruddervoorde)
Cyclocross Zonhoven, 2ª prova Superprestige Junior (Zonhoven)
Duinencross, 1ª prova Coppa del mondo Junior (Koksijde)
Vlaamse Industrieprijs Bosduin, 2ª prova Coppa del mondo Junior (Kalmthout)
Grote Prijs Sven Nys, 6ª prova Gazet van Antwerpen Trofee Junior (Baal)
Campionati belgi, Junior
Grote Prijs Adrie van der Poel, 5ª prova Coppa del mondo Junior (Hoogerheide)
Krawatencross, 7ª prova Gazet van Antwerpen Trofee Junior (Lille)
Noordzeecross, 8ª prova Superprestige Junior (Middelkerke)
Cauberg Cyclocross Junior (Valkenburg aan de Geul)
Internationale Sluitingsprijs, 8ª prova Gazet van Antwerpen Trofee Junior (Oostmalle)
- 2011-2012

Vlaamse Aardbeiencross, 7ª prova Superprestige Under-23 (Hoogstraten)
- 2012-2013

Campionati belgi, Under-23
- 2013-2014 (Kwadro-Stannah, una vittoria)

Koppenbergcross, 2ª prova Bpost Bank Trofee Under-23 (Oudenaarde)
Grand Prix Möbel Alvisse (Leudelange)
- 2014-2015 (Corendon-Kwadro)

Cyclocross Ruddervoorde, 3ª prova Superprestige Under-23 (Ruddervoorde)
Flandriencross, 3ª prova Bpost Bank Trofee Under-23 (Hamme)
Cyclocross Essen, 5ª prova Bpost Bank Trofee Under-23 (Essen)
Grote Prijs Eric De Vlaeminck, 3ª prova Coppa del mondo Under-23 (Heusden-Zolder)
Azencross, 6ª prova Bpost Bank Trofee Under-23 (Loenhout)
Grote Prijs Sven Nys, 7ª prova Bpost Bank Trofee Under-23 (Baal)
Campionati belgi, Under-23
Grote Prijs Adrie van der Poel, 4ª prova Coppa del mondo Under-23 (Hoogerheide)
Krawatencross, 8ª prova Bpost Bank Trofee Under-23 (Lille)
Vlaamse Aardbeiencross, 7ª prova Superprestige Under-23 (Hoogstraten)
Noordzeecross, 8ª prova Superprestige Under-23 (Middelkerke)
- 2015-2016 (ERA-Murprotec, due vittorie)

Süpercross Baden, 1ª prova EKZ CrossTour (Baden)
Waaslandcross, 8ª prova Bpost Bank Trofee (Sint-Niklaas)
- 2016-2017 (ERA-Circus, due vittorie)

Grote Prijs Neerpelt, 1ª prova Soudal Classics (Neerpelt)
Grote Prijs van Hasselt, 4ª prova Soudal Classics (Hasselt)
- 2017-2018 (ERA-Circus, quattro vittorie)

Jingle Cross #1 (Iowa City)
CrossVegas (Las Vegas)
Grote Prijs Neerpelt, 1ª prova Soudal Classics (Neerpelt)
Parkcross, 5ª prova Brico Cross (Maldegem)
- 2018-2019 (Pauwels Sauzen-Vastgoedservice, due vittorie)

Grote Prijs Neerpelt, 1ª prova Soudal Classics (Neerpelt)
Cyclocross Essen, 5ª prova Brico Cross (Essen)
- 2019-2020 (Pauwels Sauzen-Bingoal, sei vittorie)

Grote Prijs Stad Eeklo, 1ª prova Ethias Cross (Eeklo)
Cyclo-Cross Collective Cup #1 (Waterloo)
Grote Prijs Neerpelt, 1ª prova Rectavit Series (Neerpelt)
Campionati belgi, Elite
Noordzeecross, 8ª prova Superprestige (Middelkerke)
Internationale Sluitingsprijs (Oostmalle)
- 2020-2021 (Pauwels Sauzen-Bingoal, cinque vittorie)

Jaarmarktcross, 3ª prova Superprestige (Niel)
Cyclocross Leuven, 4ª prova Ethias Cross (Lovanio)
Noordzeecross, 8ª prova Superprestige (Middelkerke)
Krawatencross, 7ª prova X2O Badkamers Trofee (Lille)
Internationale Sluitingsprijs (Oostmalle)
- 2021-2022 (Pauwels Sauzen-Bingoal, cinque vittorie)

Kermiscross (Ardooie)
Cyclocross Leuven, 5ª prova Ethias Cross (Lovanio)
Flandriencross, 6ª prova X2O Badkamers Trofee (Hamme)
Parkcross (Maldegem)
Internationale Sluitingsprijs (Oostmalle)
- 2022-2023 (Crelan-Fristads, otto vittorie)

Cyclocross Maasmechelen, 4ª prova Coppa del mondo (Maasmechelen)
Jaarmarktcross, 2ª prova Superprestige (Niel)
Grote Prijs Beekse Bergen, 5ª prova Coppa del mondo (Beekse Bergen)
Vlaamse Aardbeiencross, 3ª prova Superprestige (Merksplas)
Cyclocross Otegem (Otegem)
Krawatencross, prova X2O Badkamers Trofee (Lille)
Waaslandcross (Sint-Niklaas)
Internationale Sluitingsprijs (Oostmalle)
- 2024-2025 (Crelan-Corendon, sette vittorie)

Cyclocross Essen (Essen)
Jaarmarktcross, prova Superprestige (Niel)
Vlaamse Aardbeiencross, prova Superprestige (Merksplas)
Superprestige Diegem
Vlaamse Duinencross Koksijde
Parkcross Maldegem
Krawatencross - Lille

#### Altri successi
- 2010-2011 (Juniores)

Classifica generale Coppa del mondo Junior
Classifica generale Superprestige Junior
- 2014-2015 (Corendon-Kwadro)

Classifica generale Bpost Bank Trofee Under-23
- 2019-2020 (Pauwels Sauzen-Bingoal)

Classifica generale Superprestige
- 2022-2023 (Crelan-Fristads)

Classifica generale Coppa del mondo

### Strada
- 2017 (ERA-Circus, una vittoria)

Grote Prijs Jean-Pierre Monseré
- 2023 (Alpecin-Deceuninck Development Team, un vittoria)

2ª tappa Tour du Pays de Montbéliard (Dampierre-les-Bois > Dampierre-les-Bois)
- 2024 (Alpecin-Deceuninck Development Team, un vittoria)

SD WORX BW Classic

## Piazzamenti

### Competizioni mondiali
- Campionati del mondo di ciclocross

Tábor 2010 - Junior: 9º
St. Wendel 2011 - Junior: 5º
Koksijde 2012 - Under-23: 5º
Louisville 2013 - Under-23: 6º
Hoogerheide 2014 - Under-23: 4º
Tábor 2015 - Under-23: 2º
Heusden-Zolder 2016 - Elite: 7º
Bieles 2017 - Elite: 6º
Valkenburg 2018 - Elite: 8º
Bogense 2019 - Elite: 5º
Dübendorf 2020 - Elite: 5º
Ostenda 2021 - Elite: 5º
Fayetteville 2022 - Elite: 7º
Hoogerheide 2023 - Staffetta a squadre: 3º
Hoogerheide 2023 - Elite: 8º
Tábor 2024 - Elite: 14º
Liévin 2025 - Elite: 10º
- Coppa del mondo di ciclocross[1]

2009-2010 - Junior: 8º
2010-2011 - Junior: vincitore
2011-2012 - Under-23: 22º
2012-2013 - Under-23: 10º
2013-2014 - Under-23: 3º
2014-2015 - Under-23: 2º, Elite: 38º
2015-2016 - Elite: 6º
2016-2017 - Elite: 5º
2017-2018 - Elite: 5º
2018-2019 - Elite: 7º
2019-2020 - Elite: 4º
2020-2021 - Elite: 9º
2021-2022 - Elite: 6º
2022-2023 - Elite: vincitore
2023-2024 - Elite: 7º

### Competizioni continentali
- Campionati europei di ciclocross

Hoogstraten 2009 - Junior: 2º
Francoforte sul Meno 2010 - Junior: 5º
Lucca 2011 - Under-23: 28º
Ipswich 2012 - Under-23: 16º
Mladá Boleslav 2013 - Under-23: 5º
Lorsch 2014 - Under-23: 2º
Huijbergen 2015 - Elite: 7º
Pontchâteau 2016 - Elite: 14º
Tábor 2017 - Elite: 8º
Rosmalen 2018 - Elite: 3º
Silvelle 2019 - Elite: 3º
Rosmalen 2020 - Elite: 4º
Drenthe-Col du VAM 2021 - Elite: 5º
Namur 2022 - Elite: 3º
Pontchâteau 2023 - Elite: 7º
Pontevedra 2024 - Elite: 9º
- Campionati europei gravel

Belgio 2023 - Elite: 14º